# Comuna Hillerød
Hillerød (Hillerød Kommune) este o comună din regiunea Hovedstaden, Danemarca, cu o suprafață totală de 213,46 km².